# ジョセフ・アダム
ジョセフ・アダム（Joseph Adam、1965年5月1日 - ）は、セーシェルの短距離走の選手である。
1992年バルセロナオリンピックに男子400メートルで出場した。

## 参照資料
1. ↑  “Joseph Adam Olympic Results”.  Sports Reference LLC. 2020年4月17日時点のオリジナルよりアーカイブ。2017年8月6日閲覧。